# تپه کولیج
تپه کولیج مربوط به دوران پیش از تاریخ ایران باستان است و در شهرستان پیرانشهر، بخش لاجان، روستای کولیج واقع شده و این اثر در تاریخ ۷ مهر ۱۳۸۱ با شمارهٔ ثبت ۶۴۱۹ به‌عنوان یکی از آثار ملی ایران به ثبت رسیده است.